# Skinnsjön (Kristdala socken, Småland)
Skinnsjön är en sjö i Oskarshamns kommun i Småland och ingår i Viråns huvudavrinningsområde.